# Alon Greenfeld
Alon Greenfeld (hebräisch אלון גרינפלד, ; * 17. April 1964 in New York) ist ein israelischer Schachspieler.
Greenfeld wurde 1983 Internationaler Meister und 1989 Großmeister. Er gewann 1984 und 2018 die israelische Meisterschaft.
Eine seiner größten Erfolge war der zweite Platz bei der Jugend-Europameisterschaft U20 1981/1982 hinter dem Dänen Curt Hansen. Im Jahre 1993 konnte er das Turnier von Pardubice für sich entscheiden. Bei fünf Schacholympiaden von 1982 bis 1994 gehörte Greenfeld zur israelischen Mannschaft, außerdem nahm er zwischen 1988 und 2001 an drei Mannschaftseuropameisterschaften teil. Bei der Schacholympiade 2010 war er Mannschaftskapitän des israelischen Teams, das die Bronzemedaille gewann. 
Sein Verein ist der Be’er Scheva Chess Club, mit dem er seit 1984 an 25 European Club Cups teilnahm. In der Mannschaftswertung ist der dritte Platz 1998 sein größter Erfolg, in der Einzelwertung erreichte er 2009 das beste und 2003 das zweitbeste Ergebnis jeweils am vierten Brett. In Deutschland spielt Greenfeld seit der Saison 2015/2016 für den Schachverein Lingen 1959. 
Greenfeld ist auch als Autor des Eröffnungsbuchs für das Schachprogramm Junior tätig.